# Asplenidictyum finlaysonianum
Asplenidictyum finlaysonianum là một loài thực vật có mạch trong họ Aspleniaceae. Loài này được (Wall. ex Hook) J. Sm. miêu tả khoa học đầu tiên năm 1875.